# Kolodiiv, Halîci
Kolodiiv (în ucraineană Колодіїв) este un sat în comuna Dorohiv din raionul Halîci, regiunea Ivano-Frankivsk, Ucraina.

## Demografie
Componența lingvistică a localității Kolodiiv
     Ucraineană (99,85%)
     Alte limbi (0,15%)
Conform recensământului din 2001, majoritatea populației localității Kolodiiv era vorbitoare de ucraineană (99,85%), existând în minoritate și vorbitori de alte limbi.